# Pino Donati
Pino Donati (Verona, 9 maggio 1907 – Roma, 24 febbraio 1975) è stato un compositore italiano.

## Biografia
Figlio di Felice e di Teodora Maceri, originari di Santa Croce del Bleggio nel ̟Trentino.
Il suo percorso di studi comprese inizialmente studi commerciali, successivamente quelli classici e infine quelli musicali.
Approfondì le sue conoscenze di violino con P. Comino, quelle di pianoforte con E. Rovato.
Nel 1924 suonò in numerose orchestre di lirica condotte da importanti direttori, quali Serafin e Guarnieri.
In questi anni incominciò a collaborare come critico musicale con il Corriere padano, con il Brennero, e poi con L'Arena. 
Successivamente soggiornò a Milano per perfezionare le sue conoscenze studiando al Conservatorio  Verdi, sotto la guida di G. C. Paribeni per la composizione; in quegli anni compose liriche su versi di Tagore, Negri e di altri poeti, nonché cori per voci sole, e una fiaba per bambini.
Dal 1936 è stato nominato soprintendente dell'Ente autonomo Arena Verona e dal 1950 assunse lo stesso incarico al Teatro comunale di Bologna. 
Nel 1938 avvenne la prima assoluta della sua opera Lancillotto del lago con Angelo Mercuriali al Teatro Gaetano Donizetti di Bergamo e nel 1951 al Giardino Bellini di Catania diresse La traviata con Gianni Raimondi ed Afro Poli, oltreché lo Stabat Mater (Rossini) con Antonietta Stella.
Nel settembre del 1939 sposò il soprano Maria Caniglia, dalla quale ebbe il figlio Paolo, nato il 6 luglio 1940 e defunto l’8 gennaio 2019. 
Partecipò alla seconda guerra mondiale, durante la quale fu fatto prigioniero e internato.
Dal 1958 alla sua morte è stato direttore artistico del Teatro dell'Opera di Chicago.
Ha effettuato varie collaborazioni con giornali, riviste e quotidiani inerenti alle discipline musicali.

## Composizioni
Tra le sue composizioni, annoveriamo l'opera Corradino lo Svevo Verona 1931, Lancillotto del Lago 1938, Hungaria, musiche di scena per Fiorenza di Benelli, la orchestrale da camera Pastorale della trincea.